# Alza (arma)

Una selección de alzas y puntos de mira, y una vista de abertura adecuada para uso en largas distancias: A) muesca en U, B) Patridge, C) muesca en V, D) Express, E) muesca en U y grano, F) muesca en V y grano, G) trapezoide, H) anillo fantasma. El punto gris representa el blanco.

El alza es una pieza que va montada en el extremo trasero de un arma, como es el caso de pistolas y revólveres, o en un punto intermedio, en las armas largas. Trabaja en conjunto con el punto de mira, que es la protuberancia que está en la punta del cañón. Las alzas para armas de competición, suelen llevar una graduación micrométrica por lo que su ajuste no es continuo, sino que lo hace pero en pequeños pasos. Estos pasos se miden en variaciones en el punto de impacto en el blanco, ya sea mediante relaciones de longitud y distancia, como por ejemplo una variación de 0,5 mm a 25 m del blanco, o bien en una unidad denominada MDA (minutes of angle, MOA), minutos de ángulo. Todo esto viene regulado para que al coincidir el alza con el punto de mira, en ese punto impacte el proyectil.